# Ла-Педрера
Ла-Педрера (исп. La Pedrera) — муниципалитет на юге Колумбии, в составе департамента Амасонас.

## Географическое положение

Муниципалитет Ла-Педрера

Муниципалитет расположен в северо-восточной части департамента. Граничит на севере с территорией департамента Ваупес, на западе — с муниципалитетами Мирити-Парана и Пуэрто-Арика, на юге — с муниципалитетом Тарапака, на западе — с территорией Бразилии. Абсолютная высота поселения Ла-Педрера — 79 метров над уровнем моря.

## Население
По данным Национального административного департамента статистики Колумбии, численность населения муниципалитета в 2012 году составляла 4578 человек.
Динамика численности населения муниципалитета по годам:
| 2005 | 2006 | 2007 | 2008 | 2009 | 2010 | 2011 | 2012 |
| ---- | ---- | ---- | ---- | ---- | ---- | ---- | ---- |
| 3711 | 3828 | 3948 | 4069 | 4193 | 4319 | 4447 | 4578 |

Согласно данным переписи 2005 года мужчины составляли 52 % от населения Ла-Педреры, женщины — соответственно 48 %. В расовом отношении индейцы составляли 81,2 % от населения муниципалитета; белые и метисы — 17,8 %; негры и мулаты — 1 %.
Уровень грамотности среди местного населения составлял 83,7 %.

## Экономика
57,1 % от общего числа муниципальных предприятий составляют предприятия торговой сферы, 42,9 % — предприятия сферы обслуживания. На территории муниципалитета расположен одноимённый аэропорт (ICAO: SKLP, IATA: LPD).